# Xarxa mòbil terrestre pública
En telecomunicacions, una xarxa mòbil terrestre pública (PLMN) és una combinació de serveis de comunicació sense fil que ofereix un operador específic en un país concret. Una PLMN normalment consisteix en diverses tecnologies cel·lulars com GSM/2G, UMTS/3G, LTE/4G, NR/5G, que ofereix un únic operador dins d'un país determinat, sovint anomenada xarxa cel·lular.

## Codi PLMN
Una PLMN s'identifica mitjançant un codi PLMN únic a nivell mundial, que consta d'un MCC (Codi de país mòbil) i MNC (Codi de xarxa mòbil). Per tant, és un número de cinc a sis dígits que identifica un país i un operador de xarxa mòbil d'aquest país, normalment representat en la forma 001-01 o 001-001.
Una PLMN forma part d'una:
- Identitat d'àrea d'ubicació (LAI) (PLMN i codi d'àrea d'ubicació)
- Identitat global de cèl·lules (CGI) (LAI i identificador de cèl·lules)
- IMSI (vegeu codi PLMN i IMSI)

## Zeros inicials en codis PLMN
Tingueu en compte que una MNC pot tenir una forma de dos dígits i una forma de tres dígits amb zeros inicials, de manera que 01 i 001 són en realitat dues MNC diferents. Per tant, les PLMN 001-02 i 001-002 estarien al mateix país, però pertanyen a dos operadors completament diferents (02 i 002). A partir de les assignacions PLMN, és evident que s'eviten aquestes dualitats de MNC de dos i tres dígits amb el mateix valor de nombre (vegeu la llista de codis de país mòbil i codis de xarxa mòbil). Un exemple d'un MNC real de tres o dos dígits amb zeros a l'inici és a Bermuda MCC, 350-007 i 350-00, 350-01.

## Codi PLMN i IMSI
L'IMSI, que identifica una SIM o USIM per a un subscriptor, normalment comença amb el codi PLMN. Per exemple, un IMSI que pertany a la PLMN 262-33 seria 262330000000001. Els telèfons mòbils utilitzen això per detectar itinerància, de manera que un telèfon mòbil subscrit a una xarxa amb un codi PLMN que no coincideix amb l'inici de l'IMSI de l'USIM normalment mostrarà una "R" a la icona que indica la força de la connexió.

## Serveis PLMN
Una PLMN normalment ofereix els serveis següents a un abonat mòbil:
- Trucades d'emergència a les estacions de bombers/ambulàncies/policia locals.
- Trucades de veu a/des de qualsevol altra PLMN ("xarxa cel·lular") o PSTN (" fixa "/ VoIP).
- Serveis de servei de missatges curts (SMS) cap a/des de qualsevol altre servei PLMN o SIP (la forma original d'enviar missatges de text en un telèfon mòbil, sovint substituïda per aplicacions de missatgeria).
- Serveis de missatgeria multimèdia (MMS) cap a/des de qualsevol altre servei PLMN o SIP.
- Dades del servei suplementari no estructurat (USSD) per a interaccions específiques de l'operador (per exemple, marcant "*#100#" per indicar el saldo actual).
- Connectivitat de dades a Internet per a serveis arbitraris, per exemple, mitjançant GPRS en GSM, IuPS en UMTS o LTE.

La disponibilitat, la qualitat i l'ample de banda d'aquests serveis depèn en gran manera de la tecnologia particular utilitzada per implementar una PLMN.